# Letemboi
Le letemboi (ou Small Nambas, par opposition au Big Nambas) est une langue océanienne parlée par 800 locuteurs au Vanuatu, dans le sud de Malekula.